# Michel Tannevot
Michel Tannevot est un architecte français du XVIIIe siècle né vers 1685 et mort à Paris le 3 juin 1762.

## Biographie
Fils de Claude Tannevot, inspecteur des bâtiments du Roi, et de Jeanne Compère, il épouse à Paris en 1712, Jacqueline Catherine Le Duc, fille de l’architecte, Gabriel Le Duc, et de Marie Hébert.
Il meurt à Paris dans sa maison de la rue Neuve-de-Luxembourg de la paroisse Saint-Roch, le 3 juin 1762. Sa femme est morte deux ans plus tôt, le 24 septembre 1760. Ils laissent au moins deux garçons qui ajoutent le nom de deux terres, que Michel Tavennot a acquises en 1720 à Fay-aux-Loges : « Reuilly » et « Herbault » ; ce sont Michel Jules Julie Tannevot de Reuilly, auditeur des comptes et seigneurs de Brasles, où il mourut le 5 septembre 1789 et Gabriel Claude Tannevot d’Herbault, avocat en parlement.

## Ses réalisations
Il participe à des constructions spéculatives entre la rue de Luxembourg et la place Vendôme à Paris. Il est, selon Blondel :
« Un de nos architectes qui a poussé le plus loin l'art de la distribution ». « Nous avons de cet habile homme une grande quantité de maisons particulières bâties avec beaucoup de goût et qui réunissent toutes les commodités possibles. Son amour pour le travail, son zèle infatigable, et son activité peuvent servir d'exemple à nos jeunes architectes, et leur donner de l'émulation. Ils apprendront en le suivant dans ses différentes opérations, combien il est essentiel que le chef du bâtiment suive de près les entrepreneurs dans leurs travaux, prenne soin du détail, et se rende compte des plus petites parties pour se distinguer avec honneur dans la profession d'architecte et s'attirer le suffrage des connaisseurs. »
Architecte du Roi, il est admis à l'Académie royale d'architecture en 1718. Pour les Bâtiments du Roi, il construit un hôpital à Versailles en 1724, remplacé en 1781 par l'hôpital Richaud construit par Darnaudin.

## Réalisations et principaux projets

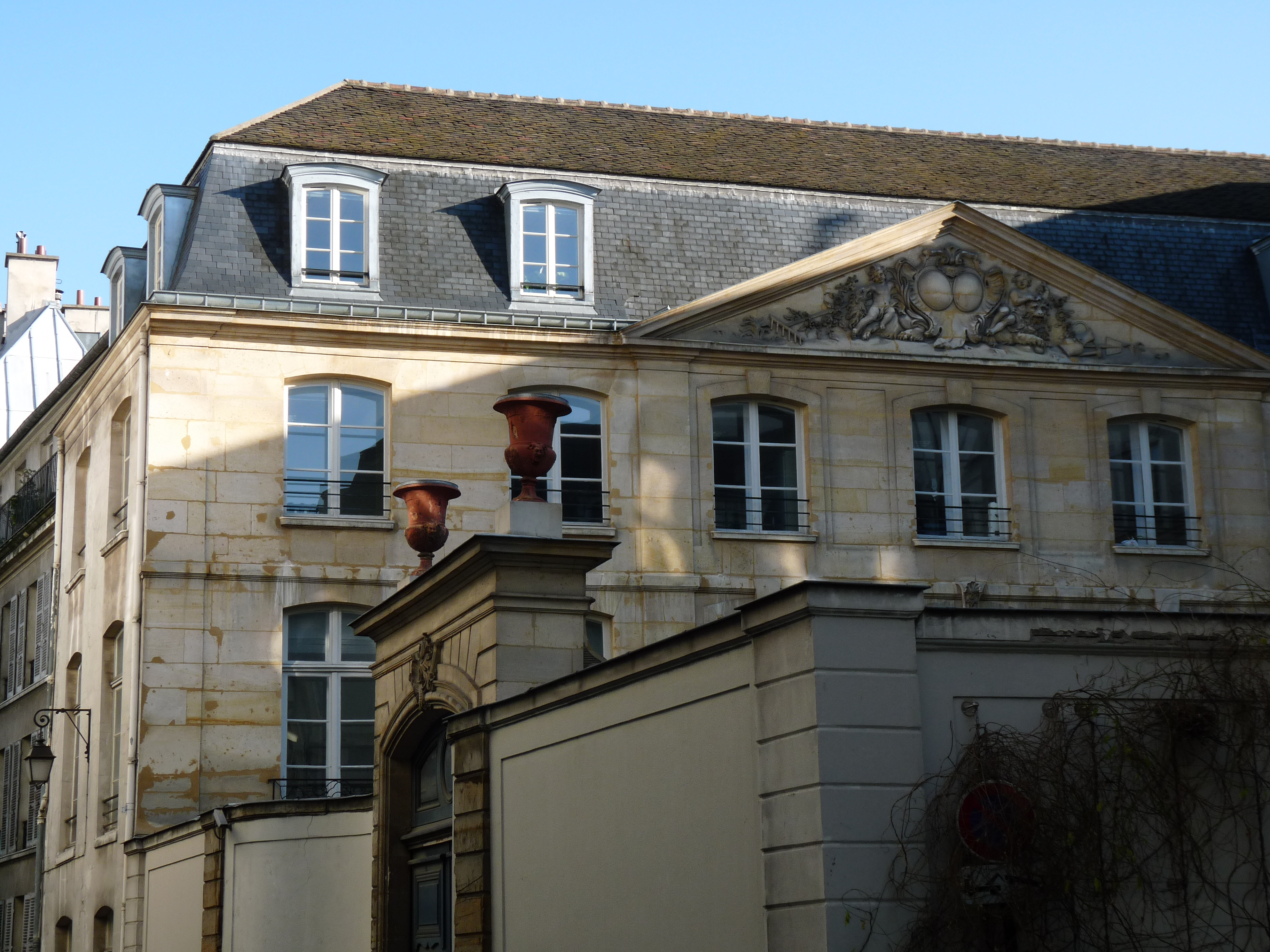
Hôtel Thiroux de Lailly

- Hôpital civil de Versailles, no 78, boulevard de la Reine, Versailles (Yvelines), 1724 (démoli en 1781)[3].
- Hôtels des Vieux et Castanier, nos 15-19 rue des Capucines, Paris (1er arrondissement), 1727 : Ces deux hôtels sont construits pour les deux codirecteurs de la Compagnie des Indes, Louis-Philippe des Vieux, fermier général (no 15) et François Castanier (nos 17-19). Castanier fait agrandir son hôtel en 1754 par le même architecte[4]. Ils sont gravés par Mariette dans L'Architecture française et largement commentés par Blondel. Ils abritent, très remaniés, le siège du Crédit foncier de France, et sont aujourd'hui propriété de l'Émir du Qatar.
- Hôtel Thiroux de Lailly (dit également hôtel de Montmorency), no 5 rue de Montmorency, Paris (3e arrondissement), 1739-1741 : Bâti pour Jean-Louis Thiroux de Lailly, fermier des Postes, par Tannevot et le maître-maçon Jean-Pierre Langiboust[5].
- Hôtel Tannevot, no 26 rue Cambon, Paris (1er arrondissement) : Hôtel édifié par Tannevot pour son propre usage sur le lotissement de l'ancien hôtel du maréchal de Luxembourg, à partir de 1741. Si les dispositions d'origine du jardin ont disparu, l'emprise du XVIIIe siècle a été conservée. Une belle cage d'escalier à jour central est éclairée de larges fenêtres aux menuiseries conservées ou refaites à l'identique (marches de pierre puis de chêne et tommettes, sol dallé de pierre au rez-de-chaussée et de marbre blanc à bouchons noirs sur les paliers, rampe en fer forgé d'aspect un peu postérieur)[6]. Le rez-de-chaussée de l'immeuble est décoré par Nicolas Pineau[7].
- Hôtel de Rohan-Montbazon, no 29,rue du Faubourg-Saint-Honoré, Paris (8e arrondissement) : Jean-Marie Richard, receveur général des finances de la généralité de Tours, acquéreur de l'hôtel en 1751, fait effectuer, selon Blondel, « quelques embellissements sur les desseins de M. Tannevot, architecte ». Est ainsi aménagée une chapelle en hors-œuvre dans l'angle sud-est de la cour, accolée à l'aile abritant la première antichambre mais, remarque Blondel, « cette commodité intérieure nuit à la décoration des dehors, et paraît aussi ridiculement placée que contraire à la bienséance ». Afin d'augmenter les écuries, une nouvelle écurie pour huit chevaux fut créée à la place de l'ancien office qui fut relégué en entresol au-dessus de la cuisine. Quelques éléments de décor furent également modifiés[8].
- Hôtel Sonning, rue de Richelieu, Paris (1er arrondissement) : Transformation pour M. de Pontferrière[7]. Cet hôtel est gravé par Blondel.
- Immeuble no 1 rue de Montmorency et no 103 rue du Temple, Paris (3e arrondissement) : Immeuble de rapport[9].
- Château de Dammartin[10].
- Pavillon « des Bois », parc de Bagnolet[11].

### Sources
- Michel Gallet, Les Architectes parisiens du XVIIIe siècle : Dictionnaire biographique et critique, Paris, Éditions Mengès, 1995, 494 p. (ISBN 2-85620-370-1)
- Gérard Héau, Généalogie et histoire de la famille Le Duc, Donnery, 2010.